# Ton Bakkeren
Ton Bakkeren (28 april 1960) is een Nederlandse bridgespeler. Hij was daarnaast van juni 2012 tot oktober 2023 coach van TeamNL Bridge Open.
Met zijn bridgepartner, en broer, Frank Bakkeren komt hij uit voor de BC 't Onstein uit Vorden.
Bakkeren heeft gewonnen:
| Jaar      | evenement                         |
| --------- | --------------------------------- |
| 1997      | Schiphol int. bridgetoernooi      |
| 2000-2001 | ING Topcircuit                    |
| 2001-2002 | Kampioen MK Viertallen            |
| 2003-2004 | Kampioen MK Viertallen            |
| 2004-2005 | Kampioen MK Viertallen            |
| 2005      | Modalfa Top-12                    |
| 2005      | Open EK                           |
| 2006      | Cavendish Invitational, Las Vegas |
| 2007-2008 | Kampioen MK Paren                 |

Daarnaast werd Bakkeren 6e op het EK van 2004 en derde op het WK van 2007.